# Верворт, Патрик
Патрик Феликс Верворт (нидерл. Patrick Felix Vervoort; род. 17 января 1965, Берсе, Бельгия) — бельгийский футболист, защитник. Известен по выступлениям за «Порту (футбольный клуб)», «Андерлехт» и сборную Бельгии. Участник чемпионатов мира 1986 и 1990 годов.

## Клубная карьера
Верворт начал карьеру в клубе «Атлетик Беерсхот». В 1982 году он дебютировал за команду в Жюпиле лиге. В своём втором сезоне Патрик завоевал место в основе клуба. В 1987 году он перешёл в «Андерлехт» и в первом же сезоне помог команде выиграть Кубок и Суперкубок Бельгии. Через год Верворт во второй раз стал обладателем национального кубка. В 1990 году Патрик перешёл во французский «Бордо», который по окончании сезона вылетел из Лиги 1. Верворт покинул Францию и подписал соглашение с итальянским «Асколи». Также, как и предыдущая команда Патрика «Асколи» по окончании сезона вылетел из Серии А.
После не очень удачного опыта в зарубежных чемпионатах Ворворт вернулся на родину, заключив соглашение с льежским «Стандардом». В 1993 году он помог команде занять второе место в чемпионате и выиграть Кубок страны. В 1994 году Патрик покинул Льеж и без особого успеха выступал за нидерландский «Валвейк», португальскую «Виторию» и французский «Тулон». В 1999 году он завершил карьеру в команде одного из низших дивизионов «Шотен».

## Международная карьера
В 1986 году Верворт дебютировал за сборную Бельгии. В том же году он впервые поехал на Чемпионат мира в Мексику. На турнире Патрик принял участие во встречах против сборных Испании, Парагвая, Аргентины, СССР и Франции.
В 1990 году он был включен в заявку национальной команды на участие в Чемпионате мира в Италии. На турнире Верворт сыграл в матчах против сборных Испании, Уругвая и Англии. В поединке против испанцев Патрик забил гол.

## Достижения
Командные
 «Андерлехт»
- Обладатель Кубка Бельгии — 1987/1988
- Обладатель Кубка Бельгии — 1988/1989
- Обладатель Суперкубка Бельгии — 1987

 «Стандард»
- Обладатель Кубка Бельгии — 1992/1993